# Louisville (Illinois)
Louisville es una villa ubicada en el condado de Clay, Illinois, Estados Unidos. Según el censo de 2020, tiene una población de 1136 habitantes.
Es la sede del condado.

## Geografía
La localidad está ubicada en las coordenadas 38°46′10″N 88°30′25″O / 38.76944, -88.50694 (38.769406, -88.506858). Según la Oficina del Censo de los Estados Unidos, Louisville tiene una superficie total de 2.15 km², correspondientes en su totalidad a tierra firme.

## Demografía
Según el censo de 2020, hay 1136 personas residiendo en Louisville. La densidad de población es de 528.37 hab./km². El 93.22% de los habitantes son blancos, el 0.18% son afroamericanos, el 0.18% son amerindios, el 0.18% son asiáticos, el 2.38% son de otras razas y el 3.87% son de una mezcla de razas. Del total de la población, el 3.26% son hispanos o latinos de cualquier raza.